# Juan Martínez (trinitario)
Juan Martínez Plana (Nonaspe, ca. 1532 - Daroca, 12 de enero de 1592), más conocido como fray Juan Martínez, fue sacerdote católico, religioso trinitario y escritor español.

## Biografía
Juan Martínez nació en Nonaspe, en el Reino de Aragón, hacia el año 1532. Sus padres fueron N. Martínez y Margarita Plana. Ingresó en el convento de los trinitarios de Daroca en 1551, donde profesó sus votos religiosos, el 14 de julio de 1552, y fue ordenado sacerdote. Estudió la teología en la Universidad de Alcalá de Henares, donde consiguió los grados de doctor y maestro. En la orden ocupó los cargos de maestro, ministro de los conventos de Daroca y Valencia, predicador y, en el capítulo de San Lamberto (1579), presidido por el ministro general Bernardo de Metz, fue elegido definidor general.
Gracias a la mediación de este religioso, se logró la fundación del colegio de los trinitarios de Zaragoza. Murió en el convento de Daroca el 12 de enero de 1592. De él se conservan algunos tratados, publicados después en un solo volumen bajo el título: Institutio, Regula, Manipulus floridus privilegiorum; Constitutiones, coeremoniale et Formularium Ordinis Sanctissimae Trinitatis (Zaragoza 1584).